# Alex Coutts
Pour les articles homonymes, voir Coutts.
Alex Coutts (né le 25 septembre 1983 à Gorebridge dans le Midlothian) est un coureur cycliste britannique.

## Palmarès
- 2000
  - Tour du Pays de Galles juniors :
    - Classement général
    - 3e étape
- 2001
  - 1re étape du Tour d'Irlande juniors (contre-la-montre)
  - Tour du Pays de Galles juniors :
    - Classement général
    - 1re et 2e étapes
- 2004
  - 3e du championnat de Grande-Bretagne de la montagne
- 2005
  - 2e du championnat de Grande-Bretagne sur route espoirs
- 2008
  - Classement général du Tour de Thaïlande

## Classements mondiaux
| Année           | 2007 | 2008 | 2009 | 2010 | 2011 |
| --------------- | ---- | ---- | ---- | ---- | ---- |
| UCI Asia Tour   |      | 37e  |      | 221e | 265e |
| UCI Europe Tour | 874e |      |      |      |      |